# Matt Stover
John Matthew "Matt" Stover (27 de janeiro de 1968, Dallas, Texas) é um ex-jogador de futebol americano que atuava como placekicker (chutador) na National Football League. Desde a temporada de 2009, ele é o terceiro kicker mais preciso na história da liga. Ele tem ascendência grega. Stover já atuou pelo New York Giants, pelo Cleveland Browns e pelo Baltimore Ravens, time que ele defendeu por 13 temporadas. Stover assinou com o Indianapolis Colts em outubro de 2009 para substituir o machucado Adam Vinatieri. Stover foi o kicker titular dos Colts em naquele ano mas ao termino dessa temporada ele foi dispensado pelo time. Na vida pessoal, ele é casado e tem três filhos.

## Carreira no colegial
Stover estudou na Lake Highlands High School em Dallas, Texas (Classe de 1986), lar do ex-placekicker e amigo pessoal Phil Dawson (Cleveland Browns). Stover recebeu honrars de All-District por seu trabalho como wide receiver e como kicker. Durante a temporada 1985-86 da LHHS ele chutou um field goal de 53 jardas.

## Carreira na faculdade
Stover estudou na Louisiana Tech University, onde se juntou a fraternidade Alpha Omega do Delta Kappa Epsilon onde foi vice presidente. Stover se formou em marketing. Durante sua carreira na faculdade, Stover converteu 64 de 88 field goals. No seu segundo ano, contra Texas A&M, ele chutou um field goal de 57 jarddas, um recorde da universidade. Ele também atuou como punter no seu último ano, fazendo um total de 36 punts para 1,277 jardasa (34.1 jardas por punt). Ele deixou a Louisiana Tech com 262 pontos e sete field goals de 50 ou mais jardas.

## Carreira na NFL
Stover foi selecionado pelo New York Giants como na 12ª rodada do Draft de 1990 da NFL como pick n° 329. Sem vagas para titular ele logo foi dispensado mas ele logo assinou com o Cleveland Browns em 1991. Stover foi parar no Baltimore Ravens em 1996 onde foi titular até a temporada de 2008. Com o Ravens ele foi campeão do Super Bowl XXXV. Nenhumm jogador mais pontos para uma franquia como Stover fez pelo Ravens/Browns. Ele é o quinto maior pontuador na história da NFL com 1,944 pontos, em janeiro de 2008. Em 16 de novembro de 2008, Stover quebrou o recorde da NFL ao chutar seu 372º extra point consecutivo. O recorde anterior pertencia a Jason Elam (1993–2002) e a Jeff Wilkins (1999–2007). Stover começou essa sequência em 1996. Em 2008, os Ravens dispensaram Matt Stover.
Stover chegou a fazer alguns tryouts para o Cleveland Browns e para o New York Giants em 2009. Então em 14 de outubro de 2009, ele assinou um contrato com o Indianapolis Colts depois que seu kicker Adam Vinatieri foi forçado a passar por um cirurgia no joelho.
Em 2009, Stover conseguiu acertar 6 de 6 PATs (extra points) em sua estréia com os Colts contra o St. Louis Rams. Duas semanas depois, contra o New England Patriots, ele chutou o extra point da vitória com 13 segundos restantes, dando ao seu time uma campanha de 9-0 naquela temporada. Stover foi escolhido como titular em detrimento de Vinatieri para a pós-temporada de 2009. Em 2010 ele foi dispensado pelo time e então se aposentou.

## Números na carreira
| Temporada | PAT     | PAT Pct. | 20-29   | 30-39   | 40-49   | 50+   | FG-FGA  | FG Pct. | Mais longo | Pontos |
| --------- | ------- | -------- | ------- | ------- | ------- | ----- | ------- | ------- | ---------- | ------ |
| 1991      | 33/34   | 97.1%    | 2/3     | 8/9     | 3/6     | 2/2   | 16/22   | 72.7%   | 55         | 81     |
| 1992      | 29/30   | 96.7%    | 11/11   | 6/8     | 2/6     | 1/3   | 21/29   | 72.4%   | 51         | 92     |
| 1993      | 36/36   | 100.0%   | 4/4     | 5/6     | 6/8     | 1/4   | 16/22   | 72.7%   | 53         | 84     |
| 1994      | 32/32   | 100.0%   | 7/7     | 10/11   | 8/8     | 0/1   | 26/28   | 92.9%   | 45         | 110    |
| 1995      | 26/26   | 100.0%   | 12/12   | 9/10    | 7/9     | 0/1   | 29/33   | 87.9%   | 47         | 113    |
| 1996      | 34/35   | 97.1%    | 8/8     | 5/6     | 5/10    | 1/1   | 19/25   | 76.0%   | 50         | 91     |
| 1997      | 32/32   | 100.0%   | 8/9     | 12/12   | 6/11    | 0/2   | 26/34   | 76.5%   | 49         | 110    |
| 1998      | 24/24   | 100.0%   | 6/6     | 5/5     | 10/17   | 0/0   | 21/28   | 75.0%   | 48         | 87     |
| 1999      | 32/32   | 100.0%   | 9/9     | 6/8     | 7/7     | 2/5   | 28/33   | 84.8%   | 50         | 116    |
| 2000      | 30/30   | 100.0%   | 9/9     | 12/13   | 10/12   | 2/3   | 35/39   | 89.7%   | 51         | 135    |
| 2001      | 25/25   | 100.0%   | 16/16   | 9/10    | 5/9     | 0/0   | 30/35   | 85.7%   | 49         | 115    |
| 2002      | 33/33   | 100.0%   | 9/9     | 4/5     | 7/10    | 1/1   | 21/25   | 84.0%   | 51         | 96     |
| 2003      | 35/35   | 100.0%   | 16/16   | 6/6     | 11/14   | 0/2   | 33/38   | 86.8%   | 49         | 134    |
| 2004      | 30/30   | 100.0%   | 9/9     | 7/8     | 9/10    | 2/3   | 29/32   | 90.6%   | 50         | 117    |
| 2005      | 23/23   | 100.0%   | 8/8     | 10/11   | 11/14   | 0/0   | 30/34   | 88.2%   | 49         | 113    |
| 2006      | 37/37   | 100.0%   | 12/13   | 9/9     | 6/7     | 1/1   | 28/30   | 93.3%   | 52         | 121    |
| 2007      | 26/26   | 100.0%   | 11/11   | 7/7     | 8/12    | 0/1   | 27/32   | 84.4%   | 49         | 107    |
| 2008      | 41/41   | 100.0%   | 11/11   | 11/12   | 5/9     | 0/1   | 27/33   | 81.8    | 47         | 122    |
| 2009      | 33/33   | 100.0%   | 2/2     | 5/6     | 2/2     | 0/1   | 9/11    | 81.8    | 43         | 31     |
| TOTAL     | 591/594 | 99.5%    | 170/173 | 146/162 | 128/181 | 13/32 | 471/563 | 83.7%   | 55         | 2004   |

### Recordes
- Maior sequência de extra-points acertados- 425 (atual);
- Maior sequência de jogos com pelo menos um field goal- 38;
- Jogador mais velho a disputar um Super Bowl- 42 anos e 11 dias;[2]
- Jogador mais velho a pontuar num Super Bowl-  42 anos e 11 dias